# Jay Roberts
James Martin "Jay" Roberts, plus connu sous le nom de Jay Roberts, était un compositeur américain de musique ragtime. Né en 1890 en Californie, il composa six morceaux de ragtime. Son morceau le plus célèbre est "The Entertainer's Rag", dont le titre est inspiré du morceau "The Entertainer" de Scott Joplin. Il s'est suicidé en 1932, d'une balle de revolver dans la tête au Panama, à l'âge de 42 ans.

## Liste des œuvres
1910
- The Entertainer's Rag

1911
- Jay Roberts Rag
- Joy Rag - Two Step
- Mademoiselle O'Toole

1912
- Raggy Military Tune
- Song of the Mission Chimes